# Kích thước tập tin
Kích thước tập tin là kích thước của một tập tin máy tính. Thông thường nó được đo bằng đơn vị byte với một tiền tố. Lượng không gian đĩa trên thực tế được sử dụng bởi tập tin phụ thuộc vào hệ thống tập tin.Theo quy ước, các đơn vị kích thước tệp sử dụng tiền tố hệ mét (như megabyte và gigabyte ) hoặc tiền tố nhị phân (như mebibyte và gibibyte). Mặc dù kích thước khu vực nhỏ hơn cho phép sử dụng không gian đĩa dày đặc hơn, nhưng chúng làm giảm hiệu quả hoạt động của hệ thống tệp.
Kích thước tập tin lớn nhất mà một hệ thống hỗ trợ phụ thuộc vào số bit đã được lưu trước chứa thông tin kích thước và kích thước tổng của hệ thống tập tin. Ví dụ, với một hệ thống FAT32, kích thước của một file phải bé hơn 4 GB.
Một số kích thước tập tin phổ biến là:
- 1 KB = 1.024 byte
- 1 MB = 1.048.576 byte [3]
- 1 GB = 1.073.741.824 byte [4]
- 1 TB = 1.099.511.627.776 byte [5].

Những đơn vị này thường được mô tả sử dụng tương ứng các thuật ngữ KB, MB, GB và TB. Trên phương diện kỹ thuật, điều này khá mơ hồ, bởi các tiền tố kilo, mega, giga và tera biểu thị phép nhân tương ứng với 10^3, 10^6, 10^9 và 10^12. Tuy nhiên, các tiền tố lũy thừa hai cũng đã được sử dụng rộng rãi, do vậy vẫn còn một số mơ hồ. Ví dụ, một ổ đĩa cứng được nhà sản xuất mô tả có dung lượng 200 GB sẽ có một dung lượng xấp xỉ 200 * 10^9 byte. Thêm nữa, khi một chiếc ổ như vậy vừa được format (định dạng các vùng dữ liệu của ổ) và cài đặt vào một máy tính chạy hệ điều hành Microsoft Windows XP, hệ điều hành này sẽ thông báo kích thước ổ đĩa này là 186 GB. Giá trị này có thể thay đổi chút ít tùy vào dung lượng chính xác của ổ đĩa, hệ thống tập tin được sử dụng, và các điều kiện khác. Điều này là do trên thực tế Windows thông báo kích thức ổ đĩa bằng đơn vị GB, 186 GB xấp xỉ bằng 200 GB.

## Kích thước tối đa
Kích thước tệp tối đa mà hệ thống tệp hỗ trợ không chỉ phụ thuộc vào dung lượng của hệ thống tệp mà còn phụ thuộc vào số lượng bit dành riêng cho việc lưu trữ thông tin về kích thước tệp. Ví dụ: kích thước tệp tối đa trong hệ thống tệp FAT32 là 4,294,967,295 byte. Bảng dưới đây nêu chi tiết kích thước tệp tối đa cho một số hệ thống tệp lịch sử hoặc phổ biến.

### Bảng các kích thước tệp tin tối đa mà các hệ thống tệp hỗ trợ
| Hệ thống tệp | Giới hạn kích thước                            |
| ------------ | ---------------------------------------------- |
| APFS         | 8 EB                                           |
| exFAT        | 16 EB                                          |
| FAT12        | 16 MB (4 KB clusters) or 32 MB (8 KB clusters) |
| FAT16B       | 2 GB (không LFS) or 4 GB (với LFS)             |
| FAT32        | 4 GB                                           |
| HFS          | 2 GB                                           |
| HFS+         | 8 EB                                           |
| HPFS         | 2 GB                                           |
| NTFS         | 16 EB                                          |

## Đơn vị thông tin
Byte là đơn vị cơ sở điển hình của thông tin. Các tệp lớn hơn thường sẽ có kích thước được biểu thị bằng kilobyte, megabyte hoặc gigabyte tùy thuộc vào dung lượng của tệp. Trong khi các đơn vị lớn hơn này không chính xác bằng kích thước byte, hầu hết các hệ điều hành sẽ hiển thị kích thước byte thực của tệp bằng cách kiểm tra trực tiếp các thuộc tính tệp. Các công cụ dòng lệnh cũng có thể hiển thị kích thước byte chính xác.
Một hệ thống tệp có thể hiển thị tất cả các kích thước với hệ thống số liệu chỉ có 'kB' trên các tệp nhỏ chỉ ra nó, trong khi một số hệ thống tệp/hệ điều hành sẽ hiển thị kích thước trong, theo truyền thống được sử dụng trên máy tính, hệ nhị phân cho mọi kích thước, ví dụ: 'KB' , trong khi các nhà sản xuất đĩa cứng sử dụng hệ thống số liệu (ví dụ: GB = 1.000.000.000 byte và TB = 1000 GB).
Kilobyte (KB) (JEDEC), đôi khi được gọi một cách rõ ràng là kibibyte (KiB) (IEC). Đôi khi kB, với tiền tố SI được viết hoa thấp hơn 'k-' cho kilo (1000), được sử dụng, sau đó luôn bằng 1000 byte.
Truyền tệp (ví dụ: "tải xuống") có thể sử dụng tốc độ đơn vị byte (ví dụ: MB/s) trong hệ nhị phân chứ không phải hệ thống số liệu, trong khi phần cứng mạng, chẳng hạn như [[WiFi, luôn sử dụng hệ thống số liệu (Mbit/s, Gbit/s, v.v...). các đơn vị của bit (và nó cần phải gửi nhiều hơn các tập tin bản thân, vì vậy một số nhu cầu trên không được yếu tố trong), làm cho điều kiện bề ngoài tương tự không tương thích.

### Bảng chuyển đổi đơn vị tập tin
| Tên        | Ký hiệu | Đo theo nhị phân | Đo theo thập phân | Số byte                                   | Bằng với   |
| ---------- | ------- | ---------------- | ----------------- | ----------------------------------------- | ---------- |
| KiloByte   | KB      | 2^10             | 10^3              | 1,024                                     | 1,024 Byte |
| MegaByte   | MB      | 2^20             | 10^6              | 1.048.576                                 | 1,024KB    |
| GigaByte   | GB      | 2^30             | 10^9              | 1.073.741.824                             | 1,024MB    |
| TeraByte   | TB      | 2^40             | 10^12             | 1.099.511.627,776                         | 1,024GB    |
| PetaByte   | PB      | 2^50             | 10^15             | 1.125.899.906.842.624                     | 1,024TB    |
| ExaByte    | EB      | 2^60             | 10^18             | 1.152.921.504.606.846,976                 | 1,024PB    |
| ZettaByte  | ZB      | 2^70             | 10^21             | 1.180.591.620,717.411.303.424             | 1,024EB    |
| Yottabyte  | YB      | 2^80             | 10^24             | 1.208.925.819.614.629.174.706.176         | 1,024ZB    |
| Ronnabyte  | RB      | 2^90             | 10^26             | 1.237.940.039.285.380.274.899.124.224     | 1,024YB    |
| Quettabyte | QB      | 2^100            | 10^30             | 1.267.650.600.228.229.401.496.703.205.376 | 1,024RB    |